# Alcadieno
Os alcadienos (também chamados de dienos ou diolefinas) são hidrocarbonetos alifáticos insaturados por duas ligações duplas. Os alcadienos seguem as mesmas regras vistas para os outros hidrocarbonetos insaturados. Nesse caso, como existem duas ligações na cadeia, o seu nome é
precedido de dois números, quando necessário.
Exemplo: CH2 = C = CH – CH2 – CH3
Nome IUPAC: 1,2-pentadieno ou Pent-1,2-dieno

Alguns alcadienos mais simples,também usados para a preparação em exames como de fezes e urina e são conhecidos por nomes não sistemáticos, aceitos pela IUPAC:
CH2=C(CH3)CH=CH2         (Isopreno)
CH2=CH-CH=CH2            (Butadieno)
Um dieno cíclico importante é o Ciclopentadieno.

## Fórmula Geral
{\displaystyle C_{n}H_{2n-2}}